# Саша Боројевић
Саша Боројевић (Београд, 30. март 1973), српски је маркетиншки консултант, аналитичар, те власник неколико маркетиншких агенција, као и телевизијски водитељ, ауторизоване тв емисији „Теорије завера”, која се тренутно емитује на телевизији Б92.

## Биографија
Боројевић је рођен 30. марта 1973. године у Београду. Одрастао је са мајком, а оца упознао тек кад је имао 42 година. У родном граду завршио је основну, а затим и средњу Машинску школу „Први мај”. Након средње школе, Боројевић завршава студије на Вишој економској комерцијалној школи у Новом Сада, као и Факултет за услужни бизнис ФАБУС, такође у Новом Саду.
Након завршеног образовања, Боројевић се посветио приватном сектору у сфери образовања, маркетинга, консалтинга, организације. Власник је Средње школе „Artimedia”, UMS школе за таленте, Мини музичке академије, „TV Pinkids”, часописа за девојчице „Лили”, фризерског салона „Лили Шиз”, дечије играонице City Kids/Party Club, фото и видео продукције UMS production, студио за сихронизацију Sound Light, UMS представништва у Нoвом Саду, Нишу и Подгорици. 
Како за себе каже, учесник је у многим хуманитарним пројектима и акцијама, те је поборник политике Фидела Кастра. Вјерник је правослане цркве, а породична крсна слава му је Свети Никола.

## Теорије завере и контроверзе
Саша Боројевић је објавио неколико својих теоретских студија, од којих је нарочито остала примјећена она у вези Студије о контроли и приватизацији ресурса пијаће воде, у којој исти тврди да 
90% ресурса пијаће воде које су дате под концесију или приватизоване углавном контролишу само три светске компаније (у питању су немачка, француска и холандска компанија). Ове компаније имају различите стратегије приступа интересантним тржиштима, али их карактерише корупција, обмана и висока експлоатација изворишта.
Поред ове тврдње, како се тврди, у његовом конспиративном опусу се веома често налазе тврдње о непостојању климатских промена, тврдње о легализацији педофилије у европским земљама, анти-ЛГБТ ставови, антиглобалистички наративи, отпор „корона мерама” и вакцинама, али и залагање за ветеринарски ивермектин као вид лечење оболелих од ковида. Због ових и сличних ставова Боројевић је убрзао наишао на критику јавности гдје је етикетиран као теоретичар завјере и „преносилац дезинформација”. Неки од медија, нарочито портал Истиномер, оштро је критиковао наводне његове тврдње као што су: завере о дроги која се добија из крви убијене деце, вакцинисани против ковида 19 не смеју да дају крв, тврдња да је Алберта (у Канади) вакцинисала готово 100 одсто становништва, да се у Србији годишње обави на милионе абортуса, те да је Амбер Алерт уведен због чиповања дјеце. Већину ових демантија пренијели су и други медији, такође критикујући рад Боројевића.
Од портала, као што су поменути Истиномер, те Недељник, Данас и други, Боројевић је оцјењен и као пословни партнер доктор Бранимира Несторовића, да исти „манипулише темама слободе вероисповести и правима ЛГБТ заједнице”, да је лажни стручњак и аналитичар и режимски човјек близак Ани Брнабић.
Од 31. јануара 2021. Саша Боројевић постао је аутор и водитељ тв емисије „Теорије завера” на телевизији Хепи. Међутим, од 1. децембра 2024. године, ова емисија се емитује на телевизији Б92.